# Тікіньйо Соарес
Франсіско «Тікіньйо» дас Чагас Соарес дос Сонатос (порт. Francisco das Chagas Soares dos Santos, нар. 17 січня 1991, Натал) — бразильський футболіст, нападник клубу «Ботафого».

## Ігрова кар'єра
Вихованець футбольної школи клубу «Корінтіанс Алагоано».
У дорослому футболі дебютував 2010 року виступами за команду клубу «Америка» (Натал), в якій провів один сезон, взявши участь у 2 матчах чемпіонату.
Згодом з 2011 по 2015 рік грав у складі команд клубів «Соуза», «Параїбано», «Трезі» та «Веранополіс».
Своєю грою за останню команду привернув увагу представників тренерського штабу клубу «Насьонал», до складу якого приєднався 2015 року. Відіграв за клуб Фуншала наступний сезон своєї ігрової кар'єри. Більшість часу, проведеного у складі «Насьонала», був основним гравцем команди.
2016 року уклав контракт з клубом «Віторія» (Гімарайнш), у складі якого провів наступний рік своєї кар'єри гравця. У складі «Віторії» був одним з головних бомбардирів команди, маючи середню результативність на рівні 0,44 голу за гру першості.
До складу клубу «Порту» приєднався 2017 року. Станом на 2 січня 2018 року відіграв за клуб з Порту 25 матчів в національному чемпіонаті.

## Досягнення
- Чемпіон Португалії (2):

«Порту»: 2017-18, 2019-20
- Володар Суперкубка Португалії (1):

«Порту»: 2018
- Володар Кубка Португалії (1):

«Порту»: 2019-20
- Чемпіон Греції (1):

«Олімпіакос»: 2021-22
- Чемпіон Бразилії (1):

«Ботафогу»: 2024
- Володар Кубка Лібертадорес (1):

«Ботафогу»: 2024